# Aberchwiler
Aberchwiler (anglès: Aberwheeler) és un poblet del comtat gal·lès de Sir Ddinbych (anglès: "Denbighshire"). Es troba a 193 km de Cardiff i a 180 km de Londres. El 2011 la població era de 6.047 habitants, dels quals 1.910 (31,6%) parlaven gal·lès.